# 蟹酿橙

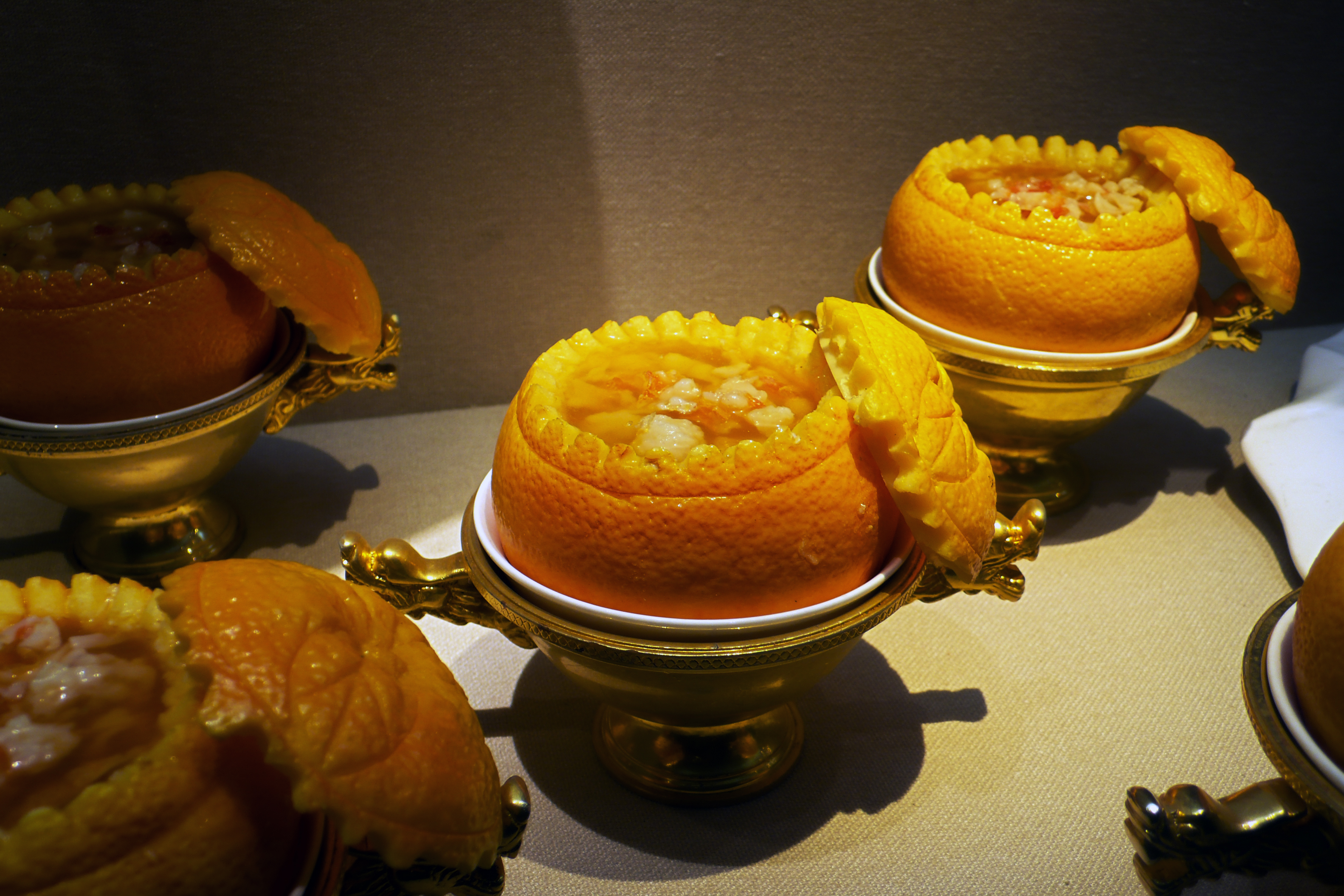
中国杭帮菜博物馆展示的蟹酿橙模型

蟹酿橙，亦作蟹酿枨，宋代名菜，将蟹肉放入橙皮内以橙汁及酒、醋等蒸制而成。蟹酿橙是南宋时盛行于临安的一道官府菜，现为杭帮菜中的精品菜肴。

## 历史

### 宋代

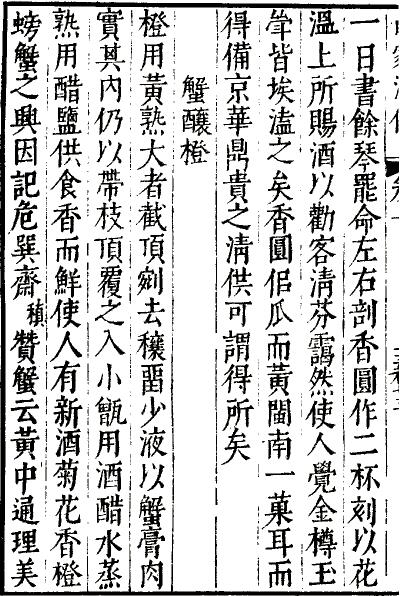
《山家清供》卷上蟹酿橙的做法，第47页。《夷门广牍》本

橙子成熟的秋季也正是食蟹的最佳时节，即所谓“蟹到强时橙也黄”（高似孙）。宋人食蟹时就常以橙来搭配。北宋傅肱《蟹谱》中有载：“北人以蟹生析之，酤以盐、梅，芼以椒、橙，盥手毕，即可食，目为洗手蟹”。宋诗中也屡见蟹、橙相配的描写，如“解缚华堂一座倾，忍堪支解见薑橙”（黄庭坚《秋冬之间鄂渚绝市无蟹今日偶得数枚吐沫相濡》）、“炉红酒绿足闲暇，橙黄蟹紫穷芳鲜”（陆游《醉眠曲》）、“叶浮嫩绿酒初熟，橙切香黄蟹正肥”（刘克庄《冬景》）、“赤鱼白蟹箸屡下，黄柑绿橘笾常加”（苏轼《次韵正辅同游白水山》）。
可能正因为宋代时以橙佐蟹已十分普遍，时人会想到将蟹橙共烹制成一道新菜。史籍中有关蟹酿橙的记载最早见于南宋林洪所著食谱《山家清供》：
|  | 橙用黄熟大者，截顶，剜去瓤，留少液，以蟹膏肉实其内，仍以带枝顶覆之，入小甑，用酒、醋、水蒸熟，用醋、盐供食。香而鲜，使人有新酒、菊花、香橙、螃蟹之兴。 |

晚宋杭州人吴自牧在其介绍当时临安风俗的《梦粱录》中也提到了蟹酿橙，与林洪的记载如出一撤：
|  | 取黄熟带顶大橙子，截顶去瓤，留少许汁液，将蟹肉、蟹黄、蟹油酿入橙盅，装入小甑，以酒、水、醋蒸熟，用盐拌而食之。 |

另据周密《武林旧事·高宗幸张府节次略》所载，南宋名将、清河郡王张俊曾于绍兴二十一年（1151年）在其府邸大摆宴筵进奉宋高宗。这是中国历史上留存下来最大的一桌筵席清单，其中下酒十五盏的第八盏便为“螃蟹酿枨”。

### 现代
1984年，杭州水澄桥八卦楼菜馆经理徐海荣聘请了研究南宋菜的学者宋宪章，他与名厨叶杭生合作研发了包含蟹酿橙在内的25道仿制南宋菜。
1993年，时任杭州南方大酒家厨师长董顺翔烹制的蟹酿橙在第三届全国烹饪大赛中夺得金牌。董顺翔后来创立知味观·味庄并出任总经理，蟹酿橙也成为了味庄的招牌菜之一，还于2016年二十国集团杭州峰会期间以“膏蟹酿香橙”之名登上峰会国宴菜单。

## 制作
董顺翔版蟹酿橙的做法为：
1. 将鲜橙（新奇士橙）切开顶盖，剜去果肉并滤出橙汁，但仍留少许果肉在橙内。橙皮作为橙盅待用。
2. 大闸蟹蒸熟后剔出蟹肉和蟹黄，加入花雕、糖、醋，与橙肉、橙汁一同煸炒，炒完的蟹粉盛入橙盅内并盖上橙盖。
3. 取一小碗，加少许杭白菊、醋与香雪酒。再将橙盅放入小碗后用纸包裹。
4. 上笼蒸十余分钟后取出装盘。